# 망가나이트

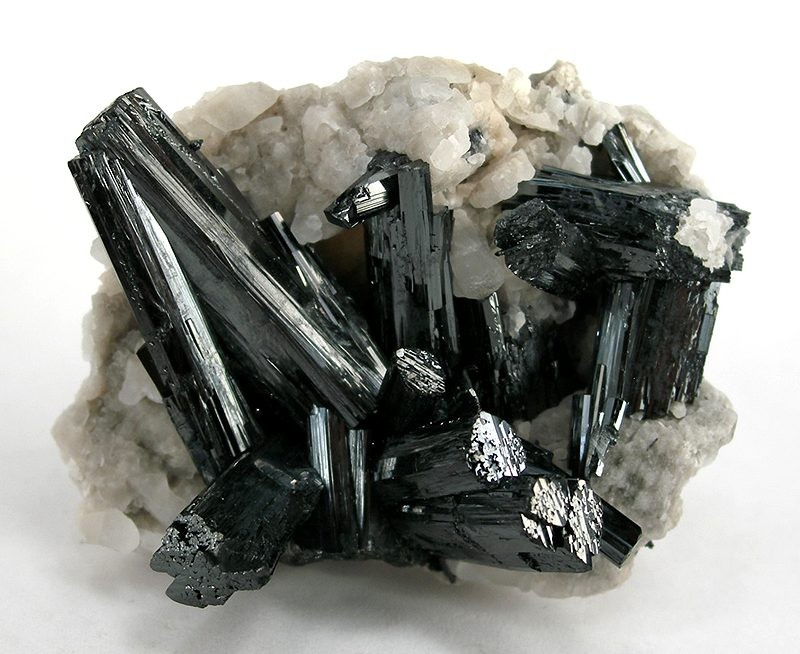

망가나이트(Manganite)는 망가니즈 산소-수산화물 MnO(OH)로 구성된 광물로, 단사정계(의사사방정계) 결정으로 구성된다. 조흔색은 어둡고 붉은 갈색이다. 모스 굳기계는 4이며 비중은 4.3이다. 쌍정이 흔히 보인다.

## 같이 보기
- 산화 망가니즈